# Col de la Croix de Bor
Le col de la Croix de Bor est un col de la Margeride, région montagneuse du Massif central, situé dans le département de la Lozère sur la commune de Monts-de-Randon, à 1 418 m d'altitude.

## Géographie
On accède au col de la Croix de Bor par la D 34 depuis la Villedieu, ou par la D 59 puis D5 depuis Grandrieu.

## Tourbière
En lisière de la forêt domaniale de la Croix de Bor et d'une plantation de résineux, la tourbière du col de la Croix de Bor est située entre 1 460 et 1 470 mètres. Elle présente une zone humide tourbeuse d'une superficie de près de 8 hectares.

## Randonnée
Le sentier de grande randonnée 43 et le sentier de grande randonnée de pays Tour de la Margeride y passent.